# Поляновиці (Любуське воєводство)
Поляновиці (пол. Polanowice, нім. Niemitzsch) — село в Польщі, у гміні Ґубін Кросненського повіту Любуського воєводства.
Населення — 80 осіб (2011).
У 1975-1998 роках село належало до Зеленогурського воєводства.

## Демографія
Демографічна структура станом на 31 березня 2011 року:
|          | Загалом | Допрацездатний вік | Працездатний вік | Постпрацездатний вік |
| -------- | ------- | ------------------ | ---------------- | -------------------- |
| Чоловіки | 44      | 6                  | 36               | 2                    |
| Жінки    | 36      | 5                  | 26               | 5                    |
| Разом    | 80      | 11                 | 62               | 7                    |